# Instituut Reinier de Graaf
Het Instituut Reinier de Graaf (IRdG) is een Belgisch instituut dat wetenschappelijke gegevens inzake relationele vorming en seksueel gedrag onderzoekt, evalueert en deze in een begrijpelijke en bruikbare vorm verspreidt. 
Het werd in 2005 opgericht door een aantal artsen die tot het inzicht waren gekomen dat een aantal domeinen van de volksgezondheidspolitiek eerder door politieke en ideologische agenda's bepaald worden dan door medische, psychologische en wetenschappelijke feiten.
Het IRdG volgt in zijn wetenschappelijke argumentatie de regels van evidence based medicine.
Het Instituut Reinier de Graaf wordt uitsluitend gesteund door giften van stichtingen, private personen en fondsen. Het Instituut aanvaardt geen subsidies van farmaceutische firma's om zijn onpartijdigheid inzake volksgezondheidspolitiek te kunnen waarborgen.
Dit instituut werd genoemd naar de Delftse arts Reinier de Graaf (1641-1673) die een van de pioniers was op het gebied van de kennis van de menselijke fertiliteit. Zo ontdekte hij de eiblaasjes, later naar hem de ‘graafse follikels’ genaamd.